# 니시아와쿠라역
니시아와쿠라역(일본어: 西粟倉駅)은 일본 오카야마현 아이다군 니시아와쿠라촌에 위치한 지즈 급행 지즈 선의 철도역이다. 단선 승강장 1면 1선의 구조를 갖춘 지상역이다.

## 역 주변
- 국도 제373호선
- 니시아와쿠라 촌청

## 역사
- 1994년 12월 3일 : 지즈 급행 지즈 선 개업과 동시에 설치.

## 인접 역
| 지즈 급행 ■ 지즈 선  | 지즈 급행 ■ 지즈 선 | 지즈 급행 ■ 지즈 선    |
| -------------------- | ------------------- | ---------------------- |
| 오하라 가미고리 방면 | ■ 지즈 선           | 아와쿠라온센 지즈 방면 |